# みんなでワーッハッハ!/愛はヌード
「みんなでワーッハッハ!/愛はヌード」（みんなでワーッハッハ/あいはヌード）は、TOKIOの19作目のシングルである。2000年5月31日にSony Recordsから発売された。

## 概要
シャ乱Qのつんくが作詞・作曲・プロデュースを担当した作品である。表題曲の一つ「みんなでワーッハッハ!」は、全員のソロパートがある楽曲となっている。また、2000年の第51回NHK紅白歌合戦で歌唱された。同楽曲にもPVが存在しているが、シングルの発売がソニー・ミュージックエンタテインメントから最後となるPV集『TOKIO VIDEO CLIPS 2000』の発売後であり、後にユニバーサルミュージックに移籍するためTOKIOのPV集には未収録となっている。
ジャケットが初回限定盤がマキシシングルサイズ、通常盤が8cmシングルサイズと異なる2形態で発売された（ディスクはどちらも8cmシングルサイズ）。

## 収録曲
1. みんなでワーッハッハ!
作詞・作曲：つんく、編曲：松原憲
  - フジテレビ系『メントレG』エンディングテーマ[2]
2. 愛はヌード
作詞・作曲：つんく、編曲：鈴木俊介、ストリングス編曲：村山達哉
  - フジテレビ系ドラマ『ショカツ』主題歌[2]
3. みんなでワーッハッハ!（Backing Track）
4. 愛はヌード（Backing Track）